# Kallmerode
Kallmerode é uma vila e antigo município da Alemanha localizado no distrito de Eichsfeld, estado da Turíngia.  Pertencia ao verwaltungsgemeinschaft de Dingelstädt. Desde janeiro de 2019, faz parte do município de Leinefelde-Worbis.

## Demografia
Evolução da população (em 31 de dezembro):
| - 1998 - 592 - 1999 - 603 - 2000 - 620 - 2001 - 602 | - 2002 - 595 - 2003 - 609 - 2004 - 620 - 2005 - 607 |

 Fonte: Datenquelle - Thüringer Landesamt für Statistik